# 黒ルーシ
黒ルーシ（ウクライナ語:Чорна Русь；ベラルーシ語:Чорная Русь；ポーランド語:Ruś Czarna；ラテン語:Ruthenia Nigra）は、ネマン川の上流域、ベラルーシ北西部の歴史的地名である。主な市町はフロドナ、ナヴァフルダク、スロニム、ヴァウカヴィスク、リダ、ニャスヴィシュ。

## 概要
「黒ルーシ」という地名が最初に見られるのは、ルーシ側の史料ではなく、14世紀以降の西欧側の記録である。そこでは単に「白ルーシ」の反対語として用いられたことが多く、地名の対象とする範囲が曖昧なものであった。例えば、1591年の英国のジャイルズ・フレッチャー（en:Giles Fletcher, the Elder）著『ロシアの国家について』では「黒ルーシ」はモスクワを中心とした地域を指し、1668年のオランダ在住のドイツ人ゲオルク・ホルン（en:Georgius Hornius）著『諸国の世界』では「黒ルーシ」はキエフを中心とした地域を指している。一方、ポーランドのシモン・スタロヴォルスキ（en:Szymon Starowolski）によれば「黒ルーシ」はチェルニーヒウ（現在のウクライナ北端）周辺の地域であり、イタリアのアレッサンドロ・グアニーニ（en:Alexander Guagnini）は「黒ルーシ」はリヴィウ（ウクライナ西端部）の地域であると主張していた。
1766年にようやく、ヒラリオン・カルピニスキ（Hilaryon Karpiński）著『地理事典』というリトアニア大公国で刊行された歴史地名辞典において「黒ルーシ」が初めてネマン川上流域に限定された。この辞典によれば、「黒ルーシ」はリトアニアのノヴォグルデク県ならびにミンスク県（現在のベラルーシ、ウクライナ、ロシア）に当たる地域であるという。カルピニスキによる「黒ルーシ」は18世紀以後の歴史学・地理学に定着し、現在に至っている。

## 関連記事
- ルーシ：その他のルーシ